# فیونا مک‌دونالد
فیونا مک‌دونالد (انگلیسی: Fiona MacDonald؛ زادهٔ ۹ دسامبر ۱۹۷۴) ورزشکار کرلینگ اهل بریتانیا است.